# Julien Le Bas
Pour les articles homonymes, voir Le Bas.

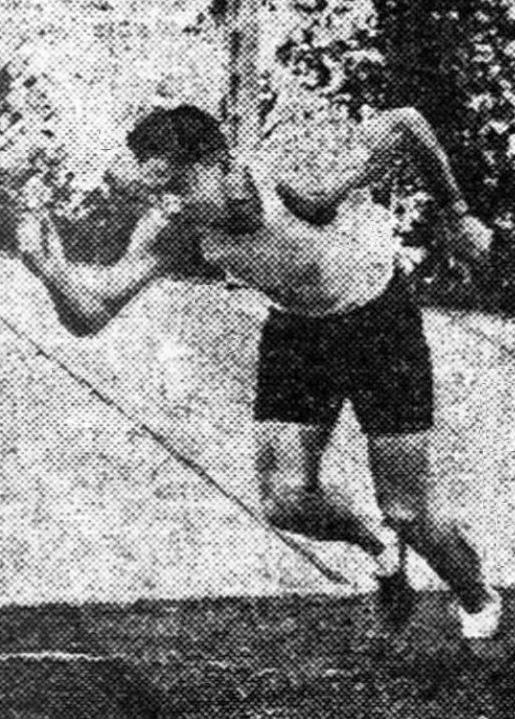
Julien Le Bas, du Stade Saint-Lois, en août 1943.

Julien Le Bas (né le 9 juin 1924 à Saint-Lô et mort le 25 novembre 2021 dans la même ville,) est un athlète français spécialiste du sprint.
Avec le rameur Roger Lebranchu, il est l'un des deux seuls Manchois à avoir participé aux Jeux Olympiques de 1948 à Londres où il atteint les demi-finales du 100 m et du 4 × 100 m. Il arrête l’athlétisme en 1952 mais continue le sport en participant au club de football local. Il consacre sa vie professionnelle au métier d'expert-comptable.

## Palmarès
- 8 sélections en Équipe de France A

Championnats de France Élite :
- Champion de France du 100 m en 1946 et en 1948.
- Champion de France du 200 m en 1948.

Championnats d'Europe :
- Il remporte la médaille d'argent du relais 4 × 100 mètres lors des Championnats d'Europe 1946 d'Oslo aux côtés d’Agathon Lepève, Pierre Gonon et René Valmy. L'équipe de France, qui réalise le temps de 42 s 0, s'incline face à la Suède.
- Il se classe cinquième de la finale du 200 mètres, dans le temps de 22 s 0.

| Date | Compétition           | Lieu | Place | Épreuve   |
| ---- | --------------------- | ---- | ----- | --------- |
| 1946 | Championnats d'Europe | Oslo | 5e    | 200 m     |
| 1946 | Championnats d'Europe | Oslo | 2e    | 4 × 100 m |

## Records
| Épreuve | Performance | Lieu | Date |
| ------- | ----------- | ---- | ---- |
| 100 m   | 10 s 8      |      | 1948 |
| 200 m   | 22 s 0      |      | 1946 |

- Il a codétenu le record de France du relais 4 × 200 m en 1946 en 1 min 29 s 1.

## Hommage
Le 24 juin 2016, la salle omnisports de Saint-Lô est inaugurée « Centre sportif Julien Le Bas » en présence de l'ancien athlète et de personnalités politiques comme Hervé Morin, Philippe Gosselin et Jacques Witkowski.

## Sources
- Docathlé2003, Fédération française d'athlétisme, 2003, p. 494
- Emmanuel Auvray, « Une construction locale d’un héros sportif : l’athlète manchois Julien Le Bas et les Jeux olympiques de Londres en 1948 », Annales de Normandie, nos 2013/1,‎ janvier-juin 2013, p. 137-153 (lire en ligne, consulté le 1er décembre 2021)